# Beersheba Springs
Beersheba Springs est une municipalité américaine située dans le comté de Grundy au Tennessee. Lors du recensement de 2010, sa population est de 477 habitants. La municipalité s'étend sur 4,91 milles carrés (12,72 km2).

## Histoire
Beersheba Springs est fondée en 1839 comme une station touristique. Elle est nommée en l'honneur de Beersheba Porter Cain, qui y a découvert des sources d'eau ferrugineuse six ans plus tôt. Beersheba Springs connaît son apogée dans les années 1850, lorsque plusieurs hôtels y sont construits. Depuis les années 1940, elle accueille chaque année le camp d'été de l'Église méthodiste unie.
En 1980, le centre historique de Beersheba Springs est inscrit au Registre national des lieux historiques.